# Sperrschicht-Feldeffekttransistor
Der Sperrschicht-Feldeffekttransistor (SFET, engl. junction-fet, JFET bzw. non-insulated-gate-fet, NIGFET) ist der am einfachsten aufgebaute Unipolartransistor aus der Gruppe der Feldeffekttransistoren; man unterscheidet zwischen n-Kanal- und p-Kanal-JFETs.
| n-Kanal | p-Kanal |
| ------- | ------- |
|         |         |

## Geschichte
Die Entwicklung des Sperrschicht-Feldeffekttransistors geht auf Julius Edgar Lilienfeld zurück, welcher 1925 die Funktionsweise erstmals beschrieb. Allerdings war damals fertigungstechnisch die Dotierung des Halbleitermaterials noch nicht so weit fortgeschritten, um JFETs reproduzierbar herstellen zu können.
Die ersten praktisch realisierten JFET mit einem p-n-Übergang (positiv-negativ) und einem sogenannten Gate als Steuerelektrode gehen auf Herbert F. Mataré und  Heinrich Welker, und unabhängig und parallel dazu William B. Shockley und Walter H. Brattain, aus dem Jahr 1945 zurück.

## Aufbau

n-Kanal-JFET: Größenänderung der Sperrschicht mit der Gate-Source-Spannung U_{GS}

Die folgenden Erläuterungen beziehen sich auf n-Kanal-JFETs. Beim p-Kanal-JFET sind die n- und p-Zonen vertauscht und die Vorzeichen aller Spannungen und Ströme kehren sich um.
Ein n-Kanal-JFET besteht aus einem n-dotierten Bereich, welcher von einer p-Zone umschlossen wird (siehe auch p-n-Übergang). An der n-Schicht sind die Anschlüsse Drain (D; Drain = Senke, Abfluss) und Source (S; Source = Quelle, Zufluss) einlegiert. Die Drain-Source-Strecke nennt man n-Kanal.
Die p-Zone ist der so genannte Gate-Anschluss (G; Gate = Tor). Dieser Anschluss dient der Steuerung des JFETs. Zwischen p-Zone und n-Kanal bildet sich eine Raumladungszone, deren Ausdehnung und Form von den Spannungen zwischen Source und Drain sowie zwischen Gate und Source abhängen. Der JFET ähnelt somit dem MESFET (engl. metal-semiconductor FET) bei dem anstelle des p-n-Übergangs ein gleichrichtender Metall-Halbleiter-Übergang (Schottky-Übergang) verwendet wird. In der Funktionsweise unterscheiden sich JFET und MESFET nicht.

## Funktion

Beispiel für Ausgangskennlinienfeld eines n-Kanal-JFET

Bei offenem oder mit dem Source-Anschluss verbundenem Gate-Anschluss verhält sich der n-Kanal ähnlich wie ein ohmscher Widerstand. Ohne Ansteuerung am Gate ist der JFET leitend.
Wird das Gate mit der Source verbunden und zusätzlich die Drain-Source-Spannung {\displaystyle U_{\mathrm {DS} }} am n-Kanal erhöht (Plus-Pol am Drain-Anschluss), so dehnt sich die Raumladungszone zwischen Gate und n-Kanal in Drain-Nähe mit wachsender Drain-Source-Spannung immer weiter aus und engt den verbleibenden Stromkanal immer weiter ein. Bei steigender Drain-Source-Spannung steigt der Strom durch den n-Kanal (= Drain-Strom) solange an, bis eine maximale Einschnürung des Kanals erreicht wurde. Die entsprechende Spannung wird als Abschnür- oder Pinch-off-Spannung {\displaystyle U_{\mathrm {p} }} (siehe Ausgangskennlinie) bezeichnet, sie entspricht der Schwellspannung {\displaystyle U_{\mathrm {th} }} bei MOSFETs. Bei weiterer Erhöhung von {\displaystyle U_{\mathrm {DS} }} bleibt der Drainstrom {\displaystyle I_{\mathrm {D} }} nahezu konstant. Die Einschnürung hat sich stabilisiert und horizontal (im Beispielbild) ausgedehnt, d. h., die „zusätzliche“ Kanalspannung wird nun, vom „pinch off“ weg, im Kanal absorbiert. Dies ist der normale Arbeitsbereich dieses Transistors und der entsprechende Drainstrom wird {\displaystyle I_{\mathrm {DSS} }} (von englisch drain source shorted to gate) genannt. Der Transistor kann in diesem Zustand (quasi) als Konstantstromquelle mit {\displaystyle I_{\mathrm {DSS} }} verwendet werden, nachteilig gegenüber „richtigen“ Konstantstromquellen ist eine erhöhte Temperaturabhängigkeit. Die Größe der Pinch-off-Spannung ist abhängig von der Dotierung {\displaystyle N_{\mathrm {D} }} und der halben Breite a des Kanals, sowie von dem Spannungsabfall {\displaystyle U_{\mathrm {D} }} (Diffusionsspannung) über die Raumladungszonen:

Entstehung des pinch-off und Steuereffekt beim JFET

{\displaystyle U_{\mathrm {p} }=U_{D}-U_{\mathrm {p0} }}
mit der inneren Pinch-off-Spannung:
{\displaystyle U_{\mathrm {p0} }={\frac {e\cdot N_{\mathrm {D} }\cdot a^{2}}{2\cdot \varepsilon _{\mathrm {r} }\cdot \varepsilon _{0}}}}
Hierbei ist {\displaystyle e} die Elementarladung. Die Pinch-off-Spannung wird im Falle eines n-Kanals in Gate-Source-Richtung und im Falle eines p-Kanals in Source-Gate-Richtung positiv gezählt.
Durch Anlegen einer negativen Vorspannung zwischen Gate und Source wird die Raumladungszone der Gate-Source-Diode vergrößert (n-Kanal-JFET). Der Kanal wird in der Breite und Länge zusätzlich moduliert (Pinch-off-Region; siehe Bild). Dadurch ist eine Steuerwirkung bei hohem Ausgangswiderstand am Drain möglich (ähnlich wie beim Bipolartransistor oder einer Pentode). Im Ausgangskennlinienfeld ist zu sehen, dass sich der Strom der horizontalen Kennlinienäste im aktiven Bereich zu kleineren Werten verschiebt. Auch in diesem Fall bewirkt eine Erhöhung der Drain-Source-Spannung nur eine sehr geringe Änderung des Drainstroms.

Arbeitspunkteinstellung mit R_{S} und Temperaturkompensation

Die gewünschte Arbeitspunkteinstellung für den Betrieb ist sehr einfach und geschieht, analog zu einer Elektronenröhre, entweder mit einem Source-Widerstand oder durch eine negative Gate-Source-Vorspannung. Wie bei einer Elektronenröhre ist auch beim JFET die Steilheit {\displaystyle S={\frac {\mathrm {d} I_{\mathrm {D} }}{\mathrm {d} U_{\mathrm {GS} }}}} sehr gering und für eine hohe Spannungsverstärkung sind z. B. relativ große Arbeitswiderstände erforderlich.
Vorteilhaft ist, wie bei der Elektronenröhre oder MOSFETs, die nahezu leistungslose Steuerung des JFETs für den stationären Betrieb. Da die zum Steuern des Drainstromes verwendete Gate-Source-Strecke immer in Sperrrichtung betrieben wird, fließt im stationären Betrieb durch das Gate nie mehr als der Sperrstrom von einigen Pikoampere. Bei höheren Frequenzen treten deutlich größere  kapazitive Ströme auf.
Wird der JFET unterhalb der Pinch-off-Spannung im linearen Bereich betrieben (ohmsche Region; siehe Bild), kann er z. B. für eine automatische Verstärkungsregelung (AGC) als Teil eines Spannungsteilers verwendet werden. Er verhält sich dort ähnlich einer Triode.
Die Steuerkennlinie ({\displaystyle I_{\mathrm {D} }} als Funktion von {\displaystyle U_{\mathrm {GS} }}) ist eine komplizierte Funktion und kann durch eine quadratische Funktion angenähert werden. Die nachfolgende Formel beschreibt das einfache Modell des Transistors im Pinch-off-Bereich. {\displaystyle I_{\mathrm {DSS} }} und {\displaystyle U_{\mathrm {p} }} sind wie oben beschrieben von der Herstellung abhängige Parameter und werden im Datenblatt angegeben.
{\displaystyle I_{\mathrm {DS} }=I_{\mathrm {DSS} }\cdot \left(1-{\frac {U_{\mathrm {GS} }}{U_{\mathrm {p} }}}\right)^{2}}
Jede Schaltungskonfiguration beschreibt ein Zweitornetzwerk mit einem Eingang und einem Ausgang. Die jeweilige Übertragungsfunktion wird auch durch die Eingangs- und Ausgangsspannungen bzw. -ströme der Schaltung bestimmt. Die gängigste Konfiguration für den JFET als Verstärker ist die Common-Source-Schaltung. Weil es sich beim N-Kanal-JFET um ein Bauelement im Verarmungsmodus handelt und er normalerweise eingeschaltet ist, ist eine Gate-Spannung mit negativer Polarität gegenüber der Source erforderlich, um den Drain-Strom zu modulieren bzw. zu steuern. Diese negative Spannung kann durch eine einzelne positive Stromversorgung bereitgestellt werden, indem die Methode der Selbstvorspannung verwendet wird. Dies wird durch die Spannung erreicht, die über dem Source-Widerstand {\displaystyle R_{S}} entsprechend dem durch ihn fließenden Strom abfällt. Die Gate-Source-Spannung {\displaystyle V_{GS}} ist dann wie folgt definiert:
{\displaystyle V_{GS}=I_{D}\cdot R_{S}}
Der Source-Widerstand wird durch Auswahl des Vorspannungspunkts für die Schaltung anhand der Kennlinien des verwendeten JFET bestimmt. Der Wert des Drain-Widerstands wird dann anhand der erforderlichen Verstärkung des Verstärkers und des zuvor bei der Bestimmung der Gate-Spannung festgelegten Drain-Stroms gewählt. Der Wert dieses Widerstands muss der Schaltung außerdem einen ausreichenden Dynamikbereich bzw. Spannungshub für die nachfolgende Stufe ermöglichen. Die nachfolgende Stufe kann eine beliebige andere identische Schaltung oder ein Lautsprecher für ein Audiosystem sein. Die Spannungsverstärkung dieser Schaltung ist dann wie folgt definiert:
{\displaystyle A_{V}={\frac {g_{m}\cdot Z_{L}}{A+g_{m}\cdot R_{S}}}}
wobei {\displaystyle A_{V}} die Spannungsverstärkung, {\displaystyle g_{m}} die Vorwärtssteilheit bzw. Verstärkung des JFET, {\displaystyle Z_{L}} die äquivalente Lastimpedanz und {\displaystyle R_{S}} der Wert des Quellwiderstands ist.
Der Einfluss des Quellwiderstands auf die Verstärkung der Schaltung kann bei höheren Frequenzen durch den Anschluss eines Kondensators über den Quellwiderstand eliminiert werden. Dies führt zu einem Verstärker mit einer Verstärkung von:
{\displaystyle A_{V}=g_{m}\cdot Z_{L}}
Der Quellwiderstand kann nur bei Frequenzen oberhalb der durch das Widerstands-Kondensator-Netzwerk im Quellkreis definierten Frequenz entfernt werden. Diese Frequenz ist definiert als:
{\displaystyle f_{lo}={\frac {1}{2\cdot \pi \cdot R_{S}\cdot C_{S}}}}
wobei {\displaystyle f_{lo}} die Niederfrequenzecke, {\displaystyle f_{lo}={\frac {1}{2\cdot \pi \cdot R_{S}\cdot C_{S}}}} der Wert des Ausgangswiderstands und {\displaystyle f_{lo}={\frac {1}{2\cdot \pi \cdot R_{S}\cdot C_{S}}}} der Wert des Quellkondensators ist. Die Schaltung weist außerdem einen hohen Eingangswiderstand auf, die im Allgemeinen dem Wert der Eingangswiderstand des JFET entspricht.
Der Drain-Source-Kanalwiderstand kann wie folgt berechnet werden:
{\displaystyle R_{DS}={\frac {\Delta V_{DS}}{\Delta I_{D}}}={\frac {1}{g_{m}}}}
Dabei ist {\displaystyle g_{m}} die „Transkonduktanzverstärkung“, da der JFET ein spannungsgesteuertes Gerät ist, und stellt die Änderungsrate des Drain-Stroms in Bezug auf die Änderung der Gate-Source-Spannung dar.

### Besondere Merkmale
JFETs haben folgende besondere Merkmale:
- Sie sind spannungsgesteuerte Halbleiterbauelemente, d. h. die Eingangsspannung bestimmt die Ausgangseigenschaften.
- Sie werden stets mit einem p-n-Übergang in Sperrrichtung betrieben.
- Der Gate-Strom ist Null, d. h. {\displaystyle I_{G}=0\ \mathrm {A} }.
- Weil kein Gate-Strom fließt, ist {\displaystyle I_{D}=I_{S}}.
- Weil sie keinen Gate-Strom erzeugen, gibt es für das Bauelement keinen {\displaystyle \beta }-Wert.
- Der Drain-Strom {\displaystyle I_{D}} wird durch Änderung der Kanalbreite gesteuert.
- Sie müssen zwischen {\displaystyle V_{GS}} und {\displaystyle V_{GS\ (off)}} betrieben werden. In diesem Gate-Source-Spannungsbereich variiert {\displaystyle I_{D}} zwischen einem Maximum von {\displaystyle I_{DSS}} und einem Minimum von nahezu Null.
- Sie unterliegen keinem thermischen Durchgehen, wenn die Temperatur des Bauelements steigt.

## Kleinsignal-Ersatzschaltbild

Kleinsignal-Ersatzschaltbild des JFET

Im Sättigungsbereich bzw. in der Pinch-off-Region lässt sich das Verhalten im Kleinsignalbetrieb durch ein einfaches Kleinsignal-Ersatzschaltbild beschreiben. Darin sind
{\displaystyle s={\frac {\partial I_{\mathrm {D} }}{\partial U_{\mathrm {GS} }}}\quad {\text{und}}\quad r_{\mathrm {DS} }=r_{\mathrm {i} }={\frac {\partial U_{\mathrm {DS} }}{\partial I_{\mathrm {D} }}}}
Die Stromquelle verhält sich in dem Modell genau gesagt als Energiesenke. Damit sich {\displaystyle i_{\mathrm {D} }} ausbilden kann, ist der Transistor in einem geeigneten Stromkreis zu betreiben, den eine tatsächlich existierende Energiequelle speist.

## Kanallängenmodulation
Ähnlich wie bei einem MOSFET kommt es durch die Kanalabschnürung am Drain-Kontakt im pinch-off-Bereich zu einer kürzeren effektiven Leitungslänge im Transistor abhängig von der Drain-Source-Spannung. Der Grund dafür liegt in der Abnahme der Beweglichkeit durch die hohen Feldstärken am Ende des Kanals und die damit verbundene endliche Sättigungsgeschwindigkeit der Ladungsträger. Dies führt zu einem Anstieg des Sättigungsstromes im Ausgangskennlinienfeld. Stark vereinfacht kann man dies mit der Einführung einer Earlyspannung UA berücksichtigen:
{\displaystyle I_{\mathrm {D} }\left(U_{\mathrm {GS} },U_{\mathrm {DS} }\right)=I_{\mathrm {DS} }\left(U_{\mathrm {GS} }\right)\cdot \left(1+{\frac {U_{\mathrm {DS} }}{U_{\mathrm {A} }}}\right)}

## Einsatzgebiete
Der JFET erzeugt gegenüber dem Bipolar-Transistor bei Frequenzen unterhalb von ca. 1 kHz eine deutlich kleinere Rauschleistung, bei höheren Frequenzen ist der Einsatz sinnvoll, wenn der Quellenwiderstand größer als ca. 100 kΩ … 1 MΩ ist (Typisch für Kondensatormikrophone, piezoelektrische Sensoren, hochwertige Photodetektoren oder Aktivantennen mit geringer Höhe, häufig eingesetzt in der Messtechnik).
Für Anwendungen als Stromquelle, die so genannte Stromregeldiode, oder einstellbarer Widerstand sind vorgefertigte Typen mit abgestuften Werten erhältlich.
Weiter wird er zu Umschaltung von Signalspannungen im Nieder- und Hochfrequenzbereich (NF- und HF-Bereich), als Schaltmischer mit besonders hohem Dynamikumfang und geringer Intermodulation bei Kurzwellenempfängern und in Auto-Zero-Verstärkern und Chopper-Verstärkern sowie als Signaldiode mit geringem Sperrstrom verwendet.
Weiters kann mit zwei JFETs ähnlich wie bei Tunneldioden ein negativ differentieller Widerstand realisiert werden, welche in Oszillatoren zur Schwingungserzeugung eingesetzt werden kann. Diese JFET-Schaltung wird als Lambda-Diode bezeichnet.
Bekannte Kleinsignal-Typen
- BF245A/B/C: n-Kanal-JFET; typische Parameter: UDS ≤ 30 V; Pmax = 0,30 W; IDSS = 2…6,5 mA (A-Typ) / 6…15 mA (B-Typ) / 12…25 mA (C-Typ); Up = -0,5…−8 V; Bauform TO-92 (abgekündigt)
- J310: n-Kanal-JFET; typische Parameter: UDS ≤ 25 V; Pmax = 0,35 W; IDSS = 24…60 mA; Bauform TO-92 (Abgekündigt)
- MMBF4416: n-Kanal-JFET; typische Parameter: UDS ≤ 30 V; Pmax = 0,225 W; IDSS = 5…15 mA; Bauform SOT-23